# Rasmus Kristensen
Rasmus Kristensen (Brande, 1997. július 11. –) dán válogatott labdarúgó, a német Eintracht Frankfurt hátvédje.

## Pályafutása

### Klubcsapatokban
Kristensen a dániai Brande városában született. Az ifjúsági pályafutását a Brande és a Herning Fremad csapatában kezdte, majd a Midtjylland akadémiájánál folytatta.
2016-ban mutatkozott be a Midtjylland első osztályban szereplő felnőtt keretében. 2018-ban a holland Ajaxhoz, majd 2019-ben az osztrák Red Bull Salzburghoz igazolt. 2022. július 1-jén ötéves szerződést kötött az angol első osztályban érdekelt Leeds United együttesével. Először a 2022. augusztus 6-ai, Wolverhampton Wanderers ellen 2–1-re megnyert mérkőzésen lépett pályára. Első gólját 2023. március 18-án, a Wolverhampton Wanderers ellen idegenben 4–2-es győzelemmel zárult találkozón szerezte meg. 2023. júliusában egy évre szóló kölcsönszerződést írt alá az Európaliga-döntős AS Roma csapatával.

### A válogatottban
Kristensen az U18-astól az U21-esig több korosztályos válogatottban is képviselte Dániát.
2021-ben debütált a felnőtt válogatottban. Először a 2021. szeptember 4-ei, Feröer ellen 1–0-ra megnyert mérkőzésen lépett pályára.

## Statisztikák
2023. május 28. szerint
| Klub              | Szezon   | Osztály            | Bajnokság | Bajnokság | Kupa  | Kupa | Nemzetközi | Nemzetközi | Összesen | Összesen |
| Klub              | Szezon   | Osztály            | Meccs     | Gól       | Meccs | Gól  | Meccs      | Gól        | Meccs    | Gól      |
| ----------------- | -------- | ------------------ | --------- | --------- | ----- | ---- | ---------- | ---------- | -------- | -------- |
| Midtjylland       | 2015–16  | Danish Superliga   | 12        | 1         | 0     | 0    | —          | —          | 12       | 1        |
| Midtjylland       | 2016–17  | Danish Superliga   | 34        | 2         | 2     | 0    | 8          | 0          | 44       | 2        |
| Midtjylland       | 2017–18  | Danish Superliga   | 17        | 3         | 0     | 0    | 7          | 1          | 24       | 4        |
| Midtjylland       | Összesen | Összesen           | 63        | 6         | 2     | 0    | 15         | 1          | 80       | 7        |
| Ajax              | 2017–18  | Eredivisie         | 8         | 0         | 0     | 0    | —          | —          | 8        | 0        |
| Ajax              | 2018–19  | Eredivisie         | 12        | 0         | 5     | 1    | 2          | 0          | 19       | 1        |
| Ajax              | Összesen | Összesen           | 20        | 0         | 5     | 1    | 2          | 0          | 27       | 1        |
| Red Bull Salzburg | 2019–20  | Osztrák Bundesliga | 12        | 0         | 2     | 0    | 6          | 0          | 20       | 0        |
| Red Bull Salzburg | 2020–21  | Osztrák Bundesliga | 31        | 3         | 5     | 1    | 8          | 0          | 44       | 4        |
| Red Bull Salzburg | 2021–22  | Osztrák Bundesliga | 29        | 7         | 6     | 3    | 10         | 0          | 45       | 10       |
| Red Bull Salzburg | Összesen | Összesen           | 72        | 10        | 13    | 4    | 24         | 0          | 109      | 14       |
| Leeds United      | 2022–23  | Premier League     | 26        | 3         | 4     | 0    | —          | —          | 30       | 3        |
| Összesen          | Összesen | Összesen           | 181       | 19        | 24    | 5    | 41         | 1          | 246      | 25       |

### A válogatottban
| Válogatott | Év       | Pályára lépés | Gól |
| ---------- | -------- | ------------- | --- |
| Dánia      | 2021     | 2             | 0   |
| Dánia      | 2022     | 11            | 0   |
| Dánia      | 2023     | 2             | 0   |
| Összesen   | Összesen | 15            | 0   |

## Sikerei, díjai
Ajax
- Eredivisie
  - Bajnok (1): 2018–19
- KNVB Kupa
  - Győztes (1): 2018–19

Red Bull Salzburg
- Osztrák Bundesliga
  - Bajnok (3): 2019–20, 2020–21, 2021–22
- Osztrák Kupa
  - Győztes (3): 2019–20, 2020–21, 2021–22